# 卢德魏斯-艾根
卢德魏斯-艾根是奥地利下奥地利州塔亚河畔魏德霍芬县的一个市镇。总面积51.18平方公里，总人口1027人，人口密度20.1人/平方公里（2005年）。